# Kirove, Korsun-Șevcenkivskîi
Kirove (în ucraineană Кірове) este localitatea de reședință a comunei Kirove din raionul Korsun-Șevcenkivskîi, regiunea Cerkasî, Ucraina. În secolul al XIX-lea, satul făcea parte din volostul Korniliv, uezdul Kaniv. 

## Demografie
Componența lingvistică a localității Kirove
     Ucraineană (98,73%)
     Rusă (1,27%)
Conform recensământului din 2001, majoritatea populației localității Kirove era vorbitoare de ucraineană (98,73%), existând în minoritate și vorbitori de rusă (1,27%).

## Legături externe
- pl Korniłówka în Dicționarul geografic al Regatului Poloniei și al altor țări slave, volum IV (Kęs — Kutno) anul 1883

- pl Korniłówka în Dicționarul geografic al Regatului Poloniei și al altor țări slave, volum XV, p. 2 (Januszpol — Wola Justowska)1902